# Framefotboll

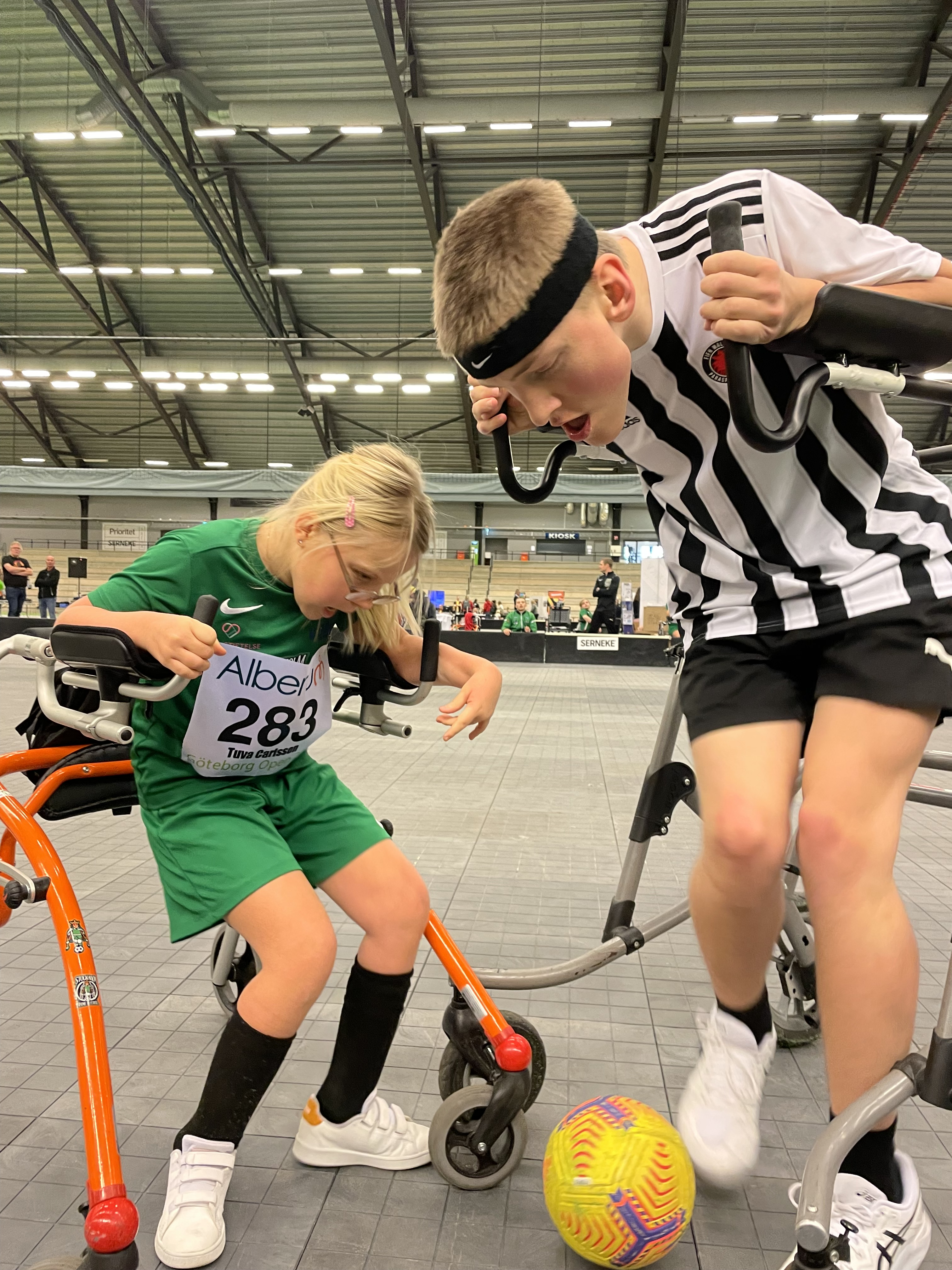
Två framefotbollsspelare som duellerar om bollen i samband med Göteborg Open 2022.

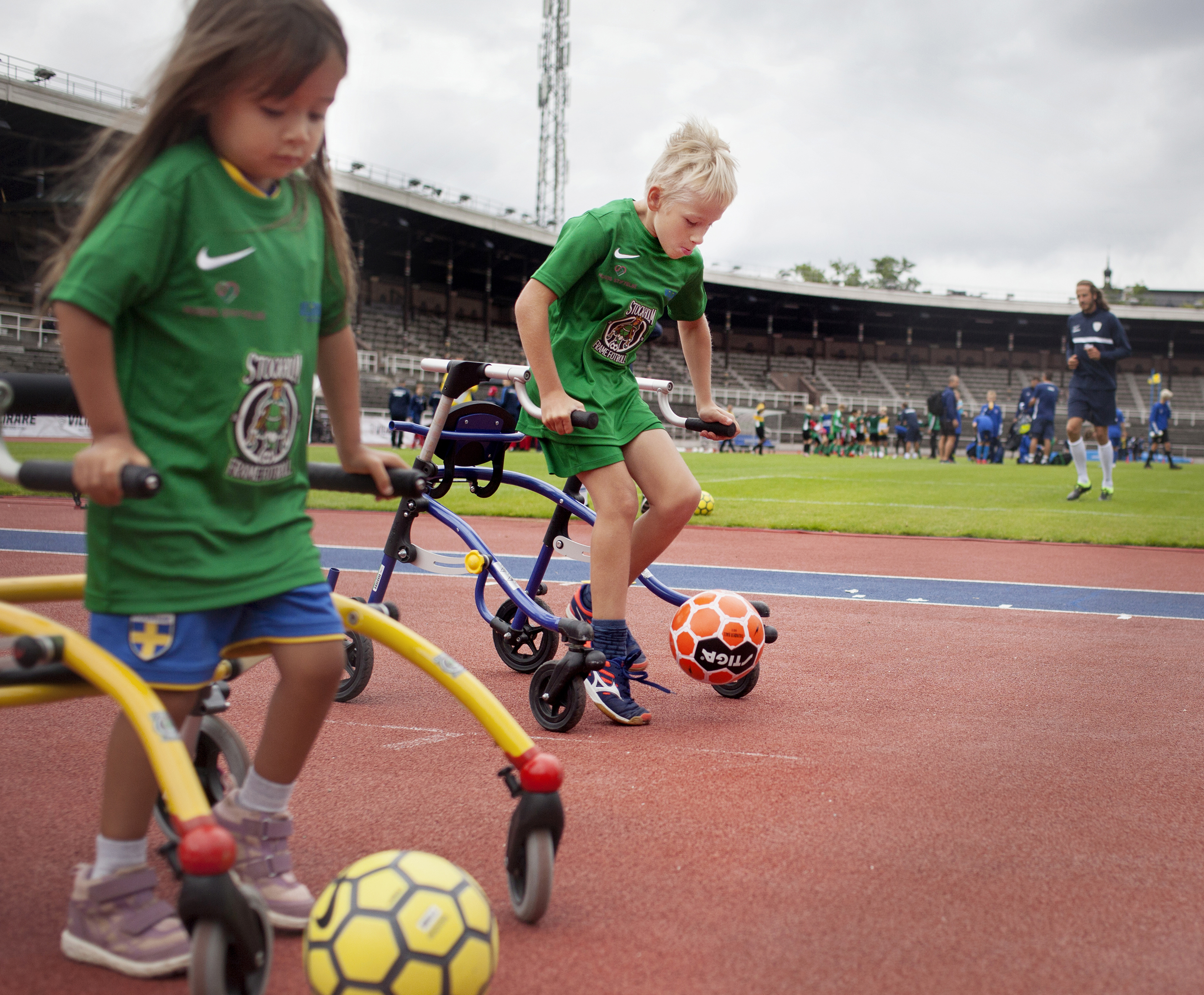
Två framefotbollsspelare dribblar med varsin boll i samband med ViLirare Football Festival på Stockholms Stadion augusti 2021.

Framefotboll är fotboll där spelarna använder en bakåtvänd rullator eller gåstol för att röra sig på planen. Ordet "frame" betyder ram på engelska. Det engelska ordet för bakåtvänd rollator är "walking frame". Framefotboll spelas på lämpligt underlag och i matcherna är det upp till fem spelare i varje lag. En del som söker sig till framefotbollen har en CP-skada. Andra kan ha en sällsynt diagnos, kortväxthet eller progressiv sjukdom.

## Historik
Framefotbollen växte fram i Storbritannien. Initiativtagare var fotbollstränaren Richard Seedhouse verksam i klubben Coundon Court FC som i oktober 2013 bildade världens första framefotbollslag. Den 11 maj 2014 spelades den första inofficiella matchen då Coundon Court FC Röd mötte Coundon Court FC Svart i en fyra mot fyra match. Den 4 juli 2015 arrangerade Coundon Court FC världens första framefotbollsturnering och den 29 juni samma år bildades brittiska Frame Football Foundation. Sedan dess har framefotbollen spritt sig över världen och spelas i bland annat Nederländerna, Malaysia, Sverige, Japan, Malta och Australien. 

## Regler
Reglerna för framefotboll liknar dem för futsal. Men det finns några skillnader. Här är ett urval: 
- Kontakt med både frame och fötter är tillåtet.
- Målen i framefotboll är mindre än ett fullstort fotbollsmål. Matchmåtten är 3,66 meter i bredd och 1,8 meter i höjd.
- Planens storlek är flexibel beroende på spelarnas ålder och antal. Ju fler och äldre spelare desto större plan. Planen kan vara maximalt 50 meter och minimum 20 meter på längden. Max- och minimimått för bredden är 35 till 13 meter.
- I match ska det vara maximalt fem spelare i varje lag varav en är målvakt som också använder frame. Spelarbyte kan ske närsomhelst.
- Speltiden är antingen två halvlekar om tio minuter vardera. Eller fyra perioder om fem minuter vardera.
- Framen behöver ha fyra hjul och vara utan skarpa kanter.

## Framefotboll i Sverige

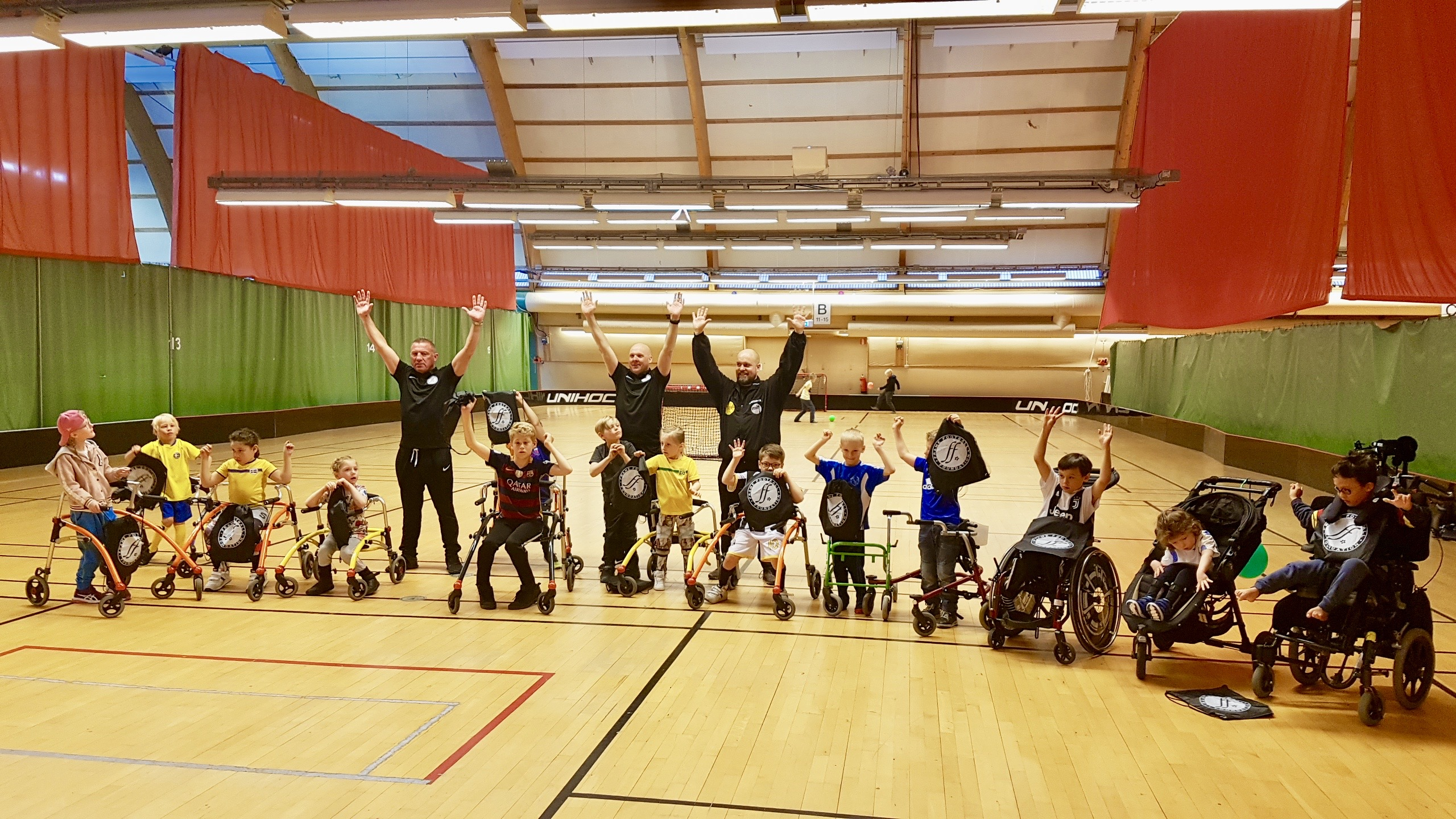
Spelare och tränare vid den första framefotbollsträningen i Sverige den 1 juni 2019. Plats: Frescati Sports Center, Stockholm.

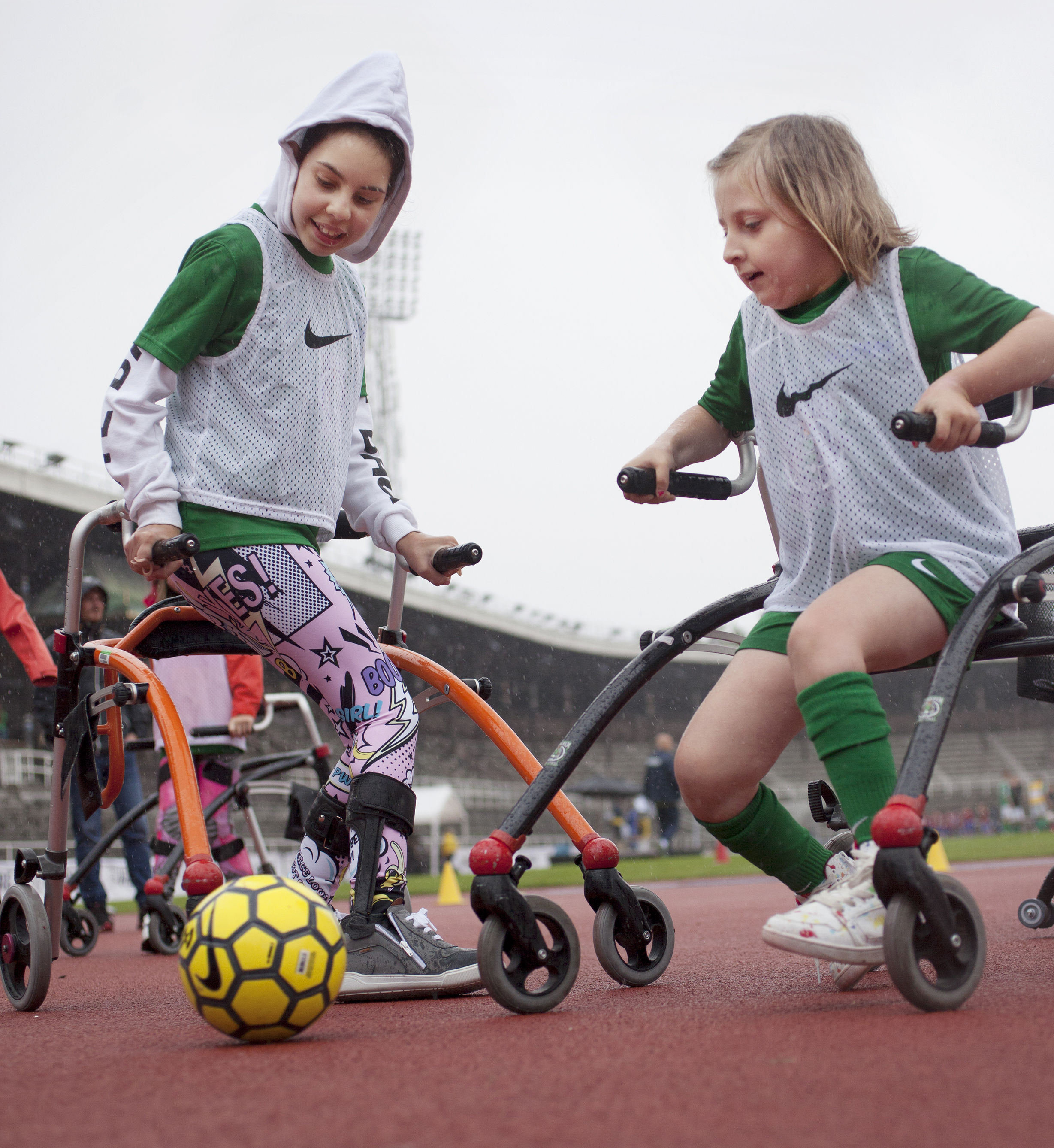
Två framefotbollsspelare som passar bollen till varandra.

Den första framefotbollsträningen hölls den 1 juni 2019 i Frescatihallen i Stockholm. Steve Branch och John Cheetham från brittiska Frame Football Foundation var på plats och höll i träningen som samlade 14 spelare från hela Sverige. Kort därefter bildades Sveriges första framefotbollsklubb, Stockholm Framefotboll, som startade regelbundna träningar.  Den första framefotbollsturneringen i Sverige avgjordes den 20-21 november 2021 under Göteborg Open på Prioritet Serneke Arena i Göteborg. Idag finns flera olika klubbar och möjlighet att träna framefotboll i flera olika klubbar runtom i landet.
Svenska Fotbollförbundet tog år 2024 fram en tränarutbildning i parafotboll där framefotboll presenteras. Idag erbjuder enbart 5 procent av Sveriges alla fotbollsföreningar parafotbollsverksamhet. 